# Liste du patrimoine mondial au Ghana
Cet article recense les sites inscrits au patrimoine mondial au Ghana.

## Statistiques
Le Ghana ratifie la Convention pour la protection du patrimoine mondial, culturel et naturel le 4 juillet 1975. Le premier site protégé est inscrit en 1979.
En 2013, le Ghana compte 2 sites inscrits au patrimoine mondial, culturels. 
Le pays a également soumis 6 sites à la liste indicative, 4 culturels et 2 naturels.

## Listes

### Patrimoine mondial
Les sites suivants sont inscrits au patrimoine mondial.
| Site                                                                                 | Région                                  | Type           | Date | Superficie (ha) | Lien | Notes | Coordonnées                       | Illus. |
| ------------------------------------------------------------------------------------ | --------------------------------------- | -------------- | ---- | --------------- | ---- | ----- | --------------------------------- | ------ |
| Bâtiments traditionnels ashanti                                                      | Ashanti                                 | Culturel, (v)  | 1980 |                 | 35   |       | 6° 24′ 04″ nord, 1° 37′ 34″ ouest |        |
| Forts et châteaux de Volta, d'Accra et ses environs et des régions centrale et ouest | Centre, Grand Accra, Occidentale, Volta | Culturel, (vi) | 1979 |                 | 34   |       | 5° 23′ 28″ nord, 0° 29′ 38″ est   |        |

### Liste indicative
Les sites suivants sont inscrits sur la liste indicative.
| Site                                                       | Région                                 | Type                             | Date | Superficie (ha) | Lien | Notes | Coordonnées                        | Illus. |
| ---------------------------------------------------------- | -------------------------------------- | -------------------------------- | ---- | --------------- | ---- | ----- | ---------------------------------- | ------ |
| Cathédrale catholique de Navrongo                          | Haut Ghana oriental                    | Culturel                         | 2000 |                 | 1393 |       |                                    |        |
| Habitats Tenzug - Tallensi                                 | Haut Ghana oriental                    | Culturel (i), (ii), (v), (vi)    | 2000 |                 | 1392 |       | 10° 40′ 01″ nord, 0° 49′ 01″ ouest |        |
| Routes de commerce et de pèlerinage du nord-ouest du Ghana | Brong Ahafo, Haut Ghana oriental, Nord | Culturel (i), (ii), (iii), (iv)  | 2000 |                 | 1395 |       |                                    |        |
| Village lacustre de Nzulezu                                | Occidentale                            | Culturel (i), (iii), (v)         | 2000 |                 | 1394 |       |                                    |        |
| Parc national de Kakum                                     | Centre                                 | Naturel (vii), (x)               | 2000 |                 | 1396 |       | 5° 30′ 00″ nord, 0° 10′ 30″ est    |        |
| Parc national Mole                                         | Nord                                   | Naturel (vii), (viii), (ix), (x) | 2000 |                 | 1391 |       | 9° 39′ 00″ nord, 0° 25′ 59″ ouest  |        |